# Scopula purpureofasciata
Scopula purpureofasciata är en fjärilsart som beskrevs av Franz Dannehl 1927. Scopula purpureofasciata ingår i släktet Scopula och familjen mätare. Inga underarter finns listade.